# Giordano Colausig
Giordano Colausig (Gradisca d'Isonzo, 16 dicembre 1940) è un ex calciatore italiano, di ruolo centrocampista o attaccante.

## Caratteristiche tecniche
Di corporatura longilinea, nonostante una sproporzione tra altezza e peso era un calciatore dotato di grande resistenza fisica. Impiegato come jolly a centrocampo e in attacco, era un elemento di forte personalità e temperamento che rendeva al meglio quando schierato all'ala destra.

## Carriera
Nipote di Gino Colaussi, iniziò a giocare a calcio nell'hinterland della natìa Gradisca d'Isonzo, in formazioni quali Torriana (Prima Divisione) e Itala. Approdato alla Pro Gorizia, da qui passò poi alla Triestina con la cui maglia emerse in Serie B.

Colausig al Lanerossi Vicenza nel 1965

Tra i giuliani, durante una sfida al Valmaura venne notato da Manlio Scopigno, tecnico del L.R. Vicenza, il quale nel 1961 lo portò in Serie A tra le file dei berici. Rimase in Veneto per cinque anni, esordendo in massima categoria l'11 gennaio 1962 in una trasferta sul campo del Mantova, e affermandosi definitivamente nella stagione 1964-1965 come partner d'attacco di Luís Vinício.
Nell'estate del 1966 si trasferì alla Roma dove disputò una positiva stagione, divenendo in breve uno dei beniamini della tifoseria giallorossa (e conoscendo nella capitale anche la futura moglie); nonostante ciò la società romanista, preda di ristrettezze economiche, si trovò costretta a cedere il giocatore dopo appena dodici mesi.
Approdò così all'Inter dove tuttavia transitò solo pochi mesi, prendendo parte con i nerazzurri unicamente a una tournée nordamericana, poiché nel novembre del 1967 venne dirottato al Brescia. A fine stagione non riuscì a evitare la retrocessione delle rondinelle in Serie B, ma le prestazioni offerte con i lombardi attirarono l'interesse della Juventus che lo prelevò nell'estate del 1968.
Giordano andò così a vestire quella maglia bianconera già indossata quasi trent'anni prima dal più noto zio Gino, ma come gli era accaduto a Milano, neanche a Torino il calciatore riuscì a convincere l'ambiente di una big, venendo presto ceduto ai cadetti del Genoa dove rimase per il successivo biennio, culminato nella prima retrocessione del grifone nella sua storia in Serie C.
L'estate seguente ritrovò la serie cadetta grazie al Perugia, di cui difese i colori per tre stagioni nei primi anni 1970, prima di chiudere la carriera dopo un'ultima annata tra le file dei corregionali del Città di Castello, in Serie D.